# Fussballclub Aarau 1902 2018-2019
Questa voce raccoglie le informazioni riguardanti il Fussballclub Aarau 1902 nelle competizioni ufficiali della stagione 2018-2019.

## Stagione
Nella stagione 2018-2019 l'Aarau, allenato da Patrick Rahmen, concluse il campionato di Challenge League al 2º posto e perse il doppio spareggio promozione-retrocessione con il Neuchâtel Xamax. In Coppa Svizzera l'Aarau fu eliminato al secondo turno dal Neuchâtel Xamax.

## Rosa
| N. |                       | Ruolo | Calciatore           |
| -- | --------------------- | ----- | -------------------- |
| 1  | Svizzera (bandiera)   | P     | Steven Deana         |
| 2  | Svizzera (bandiera)   | D     | Marco Thaler         |
| 4  | Svizzera (bandiera)   | D     | Nicolas Schindelholz |
| 5  | Germania (bandiera)   | D     | Giuseppe Leo         |
| 8  | Svizzera (bandiera)   | C     | Olivier Jäckle       |
| 9  | Turchia (bandiera)    | A     | Varol Tasar          |
| 10 | Svizzera (bandiera)   | C     | Gianluca Frontino    |
| 13 | Montenegro (bandiera) | D     | Elsad Zverotić       |
| 14 | Svizzera (bandiera)   | D     | Nicolas Bürgy        |
| 15 | Svizzera (bandiera)   | A     | Marco Schneuwly      |
| 19 | Austria (bandiera)    | A     | Stefan Maierhofer    |
| 21 | Svizzera (bandiera)   | C     | Mats Hammerich       |
| 23 | Serbia (bandiera)     | P     | Đorđe Nikolić        |
| 23 | Serbia (bandiera)     | C     | Matija Ranđelović    |
| 24 | Croazia (bandiera)    | C     | Petar Mišić          |

| N. |                                 | Ruolo | Calciatore      |
| -- | ------------------------------- | ----- | --------------- |
| 25 | Svizzera (bandiera)             | A     | Goran Karanović |
| 27 | Svizzera (bandiera)             | D     | Linus Obexer    |
| 29 | Svizzera (bandiera)             | C     | Martin Liechti  |
| 32 | Germania (bandiera)             | C     | Markus Neumayr  |
| 33 | Francia (bandiera)              | C     | Norman Peyretti |
| 34 | Svizzera (bandiera)             | D     | Raoul Giger     |
| 40 | Svizzera (bandiera)             | P     | Joël Bonorand   |
| 40 | Svizzera (bandiera)             | P     | Marvin Hübel    |
| 44 | Bosnia ed Erzegovina (bandiera) | D     | Damir Mehidić   |
| 47 | Svizzera (bandiera)             | A     | Patrick Rossini |
| 53 | Kosovo (bandiera)               | C     | Gëzim Pepsi     |
| 77 | Venezuela (bandiera)            | C     | Miguel Peralta  |
| 99 | Portogallo (bandiera)           | A     | Mickael Almeida |
|    | Albania (bandiera)              | P     | Shqiptar Hamdiu |

## Organigramma societario
Area tecnica
- Allenatore: Patrick Rahmen
- Allenatore in seconda: Stephan Keller
- Preparatore dei portieri: Flamur Tahiraj
- Preparatori atletici: Norbert Fischer

## Calciomercato

### Sessione estiva
| Acquisti | Acquisti               | Acquisti        | Acquisti |
| R.       | Nome                   | da              | Modalità |
| -------- | ---------------------- | --------------- | -------- |
| D        | Nicolas Bürgy          | Young Boys      |          |
| P        | Đorđe Nikolić          | Thun            |          |
| P        | Yann-Alexandre Fillion | Zurigo II       |          |
| C        | Martin Liechti         | Basilea         |          |
| A        | Mickael Almeida        | Sion II         |          |
| P        | Joël Bonorand          | Aarau U16       |          |
| D        | Giuseppe Leo           | Karlsruhe       |          |
| D        | Linus Obexer           | Neuchâtel Xamax |          |
| C        | Gëzim Pepsi            | Basilea II      |          |
| D        | Nicolas Schindelholz   | Lucerna         |          |
| A        | Marco Schneuwly        | Sion            |          |
| C        | Michael Siegfried      | Utd Zurigo      |          |
| D        | Elsad Zverotić         | Sion            |          |

| Cessioni | Cessioni              | Cessioni     | Cessioni |
| R.       | Nome                  | a            | Modalità |
| -------- | --------------------- | ------------ | -------- |
| D        | Luca Lenzin           | Schöftland   |          |
| P        | Nicholas Ammeter      | Baden        |          |
| D        | Jan Burkard           | Wohlen       |          |
| D        | Marco Corradi         | Baden        |          |
| P        | Lars Hunn             | Grasshoppers |          |
| A        | Alessandro Ciarrocchi | Yverdon      |          |
| D        | Juan Pablo Garat      | Baden        |          |
| C        | Nikola Gjorgjev       | Grasshoppers |          |
| C        | Lara Jenzer           | Basilea      |          |
| D        | Nikola Maksimović     | Baden        |          |
| D        | Igor N'Ganga          | Losanna      |          |
| D        | Pascal Thrier         | Linth 04     |          |
| C        | Gilles Yapi Yapo      | Zurigo       |          |

### Sessione invernale
| Acquisti | Acquisti       | Acquisti  | Acquisti |
| R.       | Nome           | da        | Modalità |
| -------- | -------------- | --------- | -------- |
| C        | Markus Neumayr | Esteghlal |          |

| Cessioni | Cessioni               | Cessioni             | Cessioni |
| R.       | Nome                   | a                    | Modalità |
| -------- | ---------------------- | -------------------- | -------- |
| A        | Noah Boakye            | Baden                |          |
| P        | Yann-Alexandre Fillion | Zurigo II            |          |
| C        | Michaël Perrier        | Stade Lausanne-Ouchy |          |
| D        | Edmond Ramadani        | Grasshoppers II      |          |

## Risultati

### Challenge League

#### Prima fase, girone di andata
| Arbitro: | Tschudi |

|  |           |                         |
|  | Marcatori | 17’ Routis 27’ Wüthrich |

| Arbitro: | Gut |

|                             |           |             |
| Gazzetta 64’ Callà 77’, 86’ | Marcatori | 90’ Almeida |

| Arbitro: | Cibelli |

|  |           |                          |
|  | Marcatori | 35’ Siegrist 64’ Kleiner |

| Arbitro: | Jancevski |

|                          |           |  |
| Havenaar 17’ Schäppi 66’ | Marcatori |  |

| Arbitro: | Klossner |

|            |           |                           |
| Jäckle 90’ | Marcatori | 46’ Padula 50’ Milinceanu |

| Arbitro: | Horisberger |

|                              |           |              |
| Simani 45’ Turkeš 51’ (rig.) | Marcatori | 77’ Ramadani |

| Arbitro: | Jaccottet |

|             |           |          |
| Brandão 21’ | Marcatori | 2’ Tasar |

| Arbitro: | Klossner |

|                                           |           |                      |
| Karanović 31’ (rig.) Tasar 62’ Jäckle 87’ | Marcatori | 27’ (rig.) Castroman |

| Arbitro: | Dudic |

|                          |           |           |
| Wieser 35’ Coulibaly 71’ | Marcatori | 59’ Tasar |

#### Prima fase, girone di ritorno
| Arbitro: | San |

|                   |           |                                   |
| Zverotić 42’, 54’ | Marcatori | 33’ Wild 47’ Seferi 62’ Sliskovic |

| Arbitro: | Horisberger |

|                                          |           |                |
| Stevanović 58’ Severin 83’ Follonier 90’ | Marcatori | 34’ Maierhofer |

| Arbitro: | Jancevski |

|                          |           |  |
| Maierhofer 60’ Tasar 90’ | Marcatori |  |

| Arbitro: | Fähndrich |

|                           |           |                                                |
| Josipovic 17’ Batista 76’ | Marcatori | 35’ (rig.) Maierhofer 88’ Zverotić 90’ Almeida |

| Arbitro: | Horisberger |

|                                          |           |  |
| Maierhofer 8’, 15’ Morganella 24’ (aut.) | Marcatori |  |

| Arbitro: | Schärli |

|              |           |                                        |
| Del Toro 25’ | Marcatori | 53’, 64’ (rig.) Maierhofer 87’ Almeida |

| Arbitro: | Dudic |

|                         |           |                            |
| Tasar 32’ Karanović 83’ | Marcatori | 34’ Oliveira 75’ Margiotta |

| Arbitro: | Piccolo |

|                                              |           |                  |
| Karanović 11’ (rig.) Schneuwly 16’ Mišić 89’ | Marcatori | 67’ (rig.) Gajić |

| Arbitro: | Gut |

|               |           |                      |
| Sulejmani 90’ | Marcatori | 2’ Liechti 86’ Mišić |

#### Seconda fase, girone di andata
| Arbitro: | Hänni |

|                                            |           |            |
| Schneuwly 3’ Neumayr 28’ Jäckle 56’ (rig.) | Marcatori | 80’ Audino |

| Arbitro: | Dudic |

|             |           |                      |
| Schmied 69’ | Marcatori | 6’ Tasar 86’ Neumayr |

| Arbitro: | Horisberger |

|                |           |  |
| Maierhofer 56’ | Marcatori |  |

| Arbitro: | Schnyder |

|                          |           |  |
| Dossou 19’ Muntwiler 90’ | Marcatori |  |

| Arbitro: | Bieri |

|                                          |           |                                        |
| Neumayr 31’, 43’ (rig.) Mišić 90’ (rig.) | Marcatori | 56’ Rouiller 65’ Chagas 82’ Stevanović |

| Losanna 9 marzo 2019, ore 17:00 CET 24ª giornata | Losanna   | 0 – 0 referto | Aarau | Stade Olympique de la Pontaise (2 890 spett.)\| Arbitro: \| Jaccottet \| |
| Arbitro:                                         | Jaccottet |               |       |                                                                          |

| Arbitro: | Piccolo |

|  |           |           |
|  | Marcatori | 30’ Bürgy |

| Arbitro: | San |

|                                               |           |                          |
| Maierhofer 12’ Jäckle 17’ (rig.) Zverotić 29’ | Marcatori | 37’ Del Toro 40’ Sessolo |

| Arbitro: | Jancevski |

|                                  |           |                           |
| Dzonlagic 7’ Siegrist 29’ (rig.) | Marcatori | 67’, 81’ (rig.) Karanović |

#### Seconda fase, girone di ritorno
| Arbitro: | Piccolo |

|                              |           |  |
| Tasar 64’, 81’ Karanović 90’ | Marcatori |  |

| Arbitro: | Horisberger |

|                              |           |                         |
| Maierhofer 46’ Karanović 77’ | Marcatori | 64’ Sliskovic 90’ Cavar |

| Arbitro: | Schärli |

|  |           |                                                       |
|  | Marcatori | 3’ Schneuwly 4’ Tasar 39’ (rig.) Jäckle 73’ Karanović |

| Arbitro: | Fähndrich |

|            |           |                               |
| Schalk 26’ | Marcatori | 68’ Frontino 73’ Schindelholz |

| Arbitro: | Hänni |

|                                     |           |  |
| Tasar 36’ Neumayr 69’ Schneuwly 79’ | Marcatori |  |

| Arbitro: | Tschudi |

|                |           |                        |
| Tranquilli 53’ | Marcatori | 12’ Zverotić 79’ Tasar |

| Arbitro: | Dudic |

|                  |           |               |
| Schindelholz 37’ | Marcatori | 34’ Dzonlagic |

| Arbitro: | Hänni |

|  |           |           |
|  | Marcatori | 16’ Mišić |

| Arbitro: | Fähndrich |

|                |           |  |
| Maierhofer 65’ | Marcatori |  |

### Spareggio promozione-retrocessione
| Arbitro: | Klossner |

|  |           |                                         |
|  | Marcatori | 22’ Maierhofer 34’, 69’ Tasar 45’ Mišić |

| Arbitro: | Jaccottet |

|                                       |                      |                                             |
|                                       | Marcatori            | 20’ (rig.) Dié 29’ Ošs 38’ Ademi 72’ Tréand |
| Zverotić Jäckle Bürgy Mišić Karanović | Tiri di rigore 4 – 5 | Veloso Tréand Corbaz Ademi Dié              |

### Coppa Svizzera
| Arbitro: | Ovcharov |

|                      |           |                           |
| Bärlocher 85’ (rig.) | Marcatori | 20’ Almeida 119’ Frontino |

| Arbitro: | Hänni |

|               |           |                      |
| Karanović 20’ | Marcatori | 10’ Ademi 43’ Ramizi |

## Statistiche

### Statistiche di squadra
| Competizione                       | Punti | In casa | In casa | In casa | In casa | In casa | In casa | In trasferta | In trasferta | In trasferta | In trasferta | In trasferta | In trasferta | Totale | Totale | Totale | Totale | Totale | Totale | DR  |
| Competizione                       | Punti | G       | V       | N       | P       | Gf      | Gs      | G            | V            | N            | P            | Gf           | Gs           | G      | V      | N      | P      | Gf     | Gs     | DR  |
| ---------------------------------- | ----- | ------- | ------- | ------- | ------- | ------- | ------- | ------------ | ------------ | ------------ | ------------ | ------------ | ------------ | ------ | ------ | ------ | ------ | ------ | ------ | --- |
| Challenge League                   | 64    | 18      | 10      | 4       | 4       | 36      | 22      | 18           | 9            | 3            | 6            | 27           | 24           | 36     | 19     | 7      | 10     | 63     | 46     | +17 |
| Spareggio promozione-retrocessione | -     | 1       | 0       | 1       | 0       | 0       | 4       | 1            | 1            | 0            | 0            | 4            | 0            | 2      | 1      | 1      | 0      | 4      | 4      | 0   |
| Coppa Svizzera                     | -     | 1       | 0       | 0       | 1       | 1       | 2       | 1            | 1            | 0            | 0            | 2            | 1            | 2      | 1      | 0      | 1      | 3      | 3      | 0   |
| Totale                             | 64    | 20      | 10      | 5       | 5       | 37      | 28      | 20           | 11           | 3            | 6            | 33           | 25           | 40     | 21     | 8      | 11     | 70     | 53     | +17 |

### Andamento in campionato
| Giornata  | 1 | 2 | 3 | 4  | 5  | 6  | 7  | 8  | 9  | 10 | 11 | 12 | 13 | 14 | 15 | 16 | 17 | 18 | 19 | 20 | 21 | 22 | 23 | 24 | 25 | 26 | 27 | 28 | 29 | 30 | 31 | 32 | 33 | 34 | 35 | 36 |
| --------- | - | - | - | -- | -- | -- | -- | -- | -- | -- | -- | -- | -- | -- | -- | -- | -- | -- | -- | -- | -- | -- | -- | -- | -- | -- | -- | -- | -- | -- | -- | -- | -- | -- | -- | -- |
| Luogo     | C | T | C | T  | C  | T  | T  | C  | T  | C  | T  | C  | T  | C  | T  | C  | C  | T  | C  | T  | C  | T  | C  | T  | T  | C  | T  | C  | C  | T  | T  | C  | T  | C  | T  | C  |
| Risultato | P | P | P | P  | P  | P  | N  | V  | P  | P  | P  | V  | V  | V  | V  | N  | V  | V  | V  | V  | V  | P  | N  | N  | V  | V  | N  | V  | N  | V  | V  | V  | V  | N  | V  | V  |
| Posizione | 8 | 9 | 9 | 10 | 10 | 10 | 10 | 10 | 10 | 10 | 10 | 10 | 10 | 9  | 9  | 8  | 6  | 6  | 5  | 5  | 4  | 5  | 4  | 5  | 4  | 3  | 4  | 3  | 3  | 3  | 3  | 3  | 2  | 2  | 2  | 2  |

Legenda:

Luogo: C = Casa; T = Trasferta. Risultato: V = Vittoria; N = Pareggio; P = Sconfitta.

### Statistiche dei giocatori
| Giocatore       | Challenge League | Challenge League | Challenge League | Challenge League | Coppa Svizzera | Coppa Svizzera | Coppa Svizzera | Coppa Svizzera | Totale   | Totale | Totale      | Totale     |
| Giocatore       | Presenze         | Reti             | Ammonizioni      | Espulsioni       | Presenze       | Reti           | Ammonizioni    | Espulsioni     | Presenze | Reti   | Ammonizioni | Espulsioni |
| --------------- | ---------------- | ---------------- | ---------------- | ---------------- | -------------- | -------------- | -------------- | -------------- | -------- | ------ | ----------- | ---------- |
| M. Almeida      | 19               | 3                | 0                | 0                | 2              | 1              | 1              | 0              | 21       | 4      | 1           | 0          |
| N. Boakye       | 0                | 0                | 0                | 0                | 0              | 0              | 0              | 0              | 0        | 0      | 0           | 0          |
| J. Bonorand     | 0                | 0                | 0                | 0                | 0              | 0              | 0              | 0              | 0        | 0      | 0           | 0          |
| N. Bürgy        | 27               | 1                | 4                | 0                | 1              | 0              | 0              | 0              | 28       | 1      | 4           | 0          |
| S. Deana        | 3                | 0                | 0                | 0                | 0              | 0              | 0              | 0              | 3        | 0      | 0           | 0          |
| Y. Fillion      | 0                | 0                | 0                | 0                | 0              | 0              | 0              | 0              | 0        | 0      | 0           | 0          |
| G. Frontino     | 12               | 1                | 4                | 0                | 1              | 1              | 0              | 0              | 13       | 2      | 4           | 0          |
| R. Giger        | 31               | 0                | 2                | 0                | 1              | 0              | 0              | 0              | 32       | 0      | 2           | 0          |
| S. Hamdiu       | 0                | 0                | 0                | 0                | 0              | 0              | 0              | 0              | 0        | 0      | 0           | 0          |
| M. Hammerich    | 16               | 0                | 2                | 0                | 0              | 0              | 0              | 0              | 16       | 0      | 2           | 0          |
| M. Hübel        | 0                | 0                | 0                | 0                | 0              | 0              | 0              | 0              | 0        | 0      | 0           | 0          |
| O. Jäckle       | 29               | 5                | 8                | 0                | 1              | 0              | 0              | 0              | 30       | 5      | 8           | 0          |
| G. Karanović    | 20               | 8                | 2                | 0                | 1              | 1              | 0              | 0              | 21       | 9      | 2           | 0          |
| G. Leo          | 27               | 0                | 4                | 1                | 2              | 0              | 1              | 0              | 29       | 0      | 5           | 1          |
| M. Liechti      | 10               | 1                | 0                | 0                | 0              | 0              | 0              | 0              | 10       | 1      | 0           | 0          |
| S. Maierhofer   | 26               | 11               | 7                | 1                | 1              | 0              | 0              | 0              | 27       | 11     | 7           | 1          |
| D. Mehidić      | 7                | 0                | 1                | 0                | 1              | 0              | 0              | 0              | 8        | 0      | 1           | 0          |
| P. Mišić        | 29               | 4                | 3                | 0                | 2              | 0              | 1              | 0              | 31       | 4      | 4           | 0          |
| M. Neumayr      | 17               | 5                | 4                | 0                | 0              | 0              | 0              | 0              | 17       | 5      | 4           | 0          |
| Đ. Nikolić      | 33               | 0                | 1                | 0                | 2              | 0              | 0              | 0              | 35       | 0      | 1           | 0          |
| L. Obexer       | 33               | 0                | 8                | 0                | 2              | 0              | 0              | 0              | 35       | 0      | 8           | 0          |
| G. Pepsi        | 16               | 0                | 1                | 0                | 1              | 0              | 0              | 0              | 17       | 0      | 1           | 0          |
| M. Peralta      | 11               | 0                | 3                | 0                | 1              | 0              | 0              | 0              | 12       | 0      | 3           | 0          |
| M. Perrier      | 11               | 0                | 1                | 0                | 1              | 0              | 0              | 0              | 12       | 0      | 1           | 0          |
| N. Peyretti     | 17               | 0                | 1                | 0                | 1              | 0              | 1              | 0              | 18       | 0      | 2           | 0          |
| E. Ramadani     | 5                | 1                | 0                | 0                | 2              | 0              | 0              | 0              | 7        | 1      | 0           | 0          |
| M. Ranđelović   | 0                | 0                | 0                | 0                | 0              | 0              | 0              | 0              | 0        | 0      | 0           | 0          |
| P. Rossini      | 1                | 0                | 0                | 0                | 0              | 0              | 0              | 0              | 1        | 0      | 0           | 0          |
| N. Schindelholz | 22               | 2                | 8                | 0                | 2              | 0              | 0              | 0              | 24       | 2      | 8           | 0          |
| M. Schneuwly    | 29               | 4                | 4                | 0                | 1              | 0              | 0              | 0              | 30       | 4      | 4           | 0          |
| M. Siegfried    | 0                | 0                | 0                | 0                | 0              | 0              | 0              | 0              | 0        | 0      | 0           | 0          |
| V. Tasar        | 33               | 11               | 7                | 0                | 1              | 0              | 0              | 0              | 34       | 11     | 7           | 0          |
| M. Thaler       | 8                | 0                | 2                | 0                | 0              | 0              | 0              | 0              | 8        | 0      | 2           | 0          |
| E. Zverotić     | 35               | 5                | 4                | 0                | 2              | 0              | 0              | 0              | 37       | 5      | 4           | 0          |